# La Piedad Chiquita
La Piedad Chiquita är en ort i Mexiko.   Den ligger i kommunen Panindícuaro och delstaten Michoacán de Ocampo, i den centrala delen av landet, 280 km väster om huvudstaden Mexico City. La Piedad Chiquita ligger 1 903 meter över havet och antalet invånare är 309.
Terrängen runt La Piedad Chiquita är kuperad åt nordväst, men åt sydost är den platt. Runt La Piedad Chiquita är det ganska tätbefolkat, med 111 invånare per kvadratkilometer. Närmaste större samhälle är Zacapú, 14,8 km söder om La Piedad Chiquita. I omgivningarna runt La Piedad Chiquita växer huvudsakligen savannskog.